# Daniel Bensaïd
Pour les articles homonymes, voir Bensaïd.
Daniel Bensaïd, né le 25 mars 1946 à Toulouse et mort le 12 janvier 2010 à Paris 10e, est un philosophe et théoricien trotskiste français. Il fut un dirigeant historique de la Ligue communiste révolutionnaire (LCR) et de la Quatrième Internationale.

## Biographie
Le père de Daniel Bensaïd est issu d'une famille de Juifs d'Algérie, originaire d'Oran ; sa mère, modiste, d'une famille ouvrière exilée à Blois après la Commune de Paris.

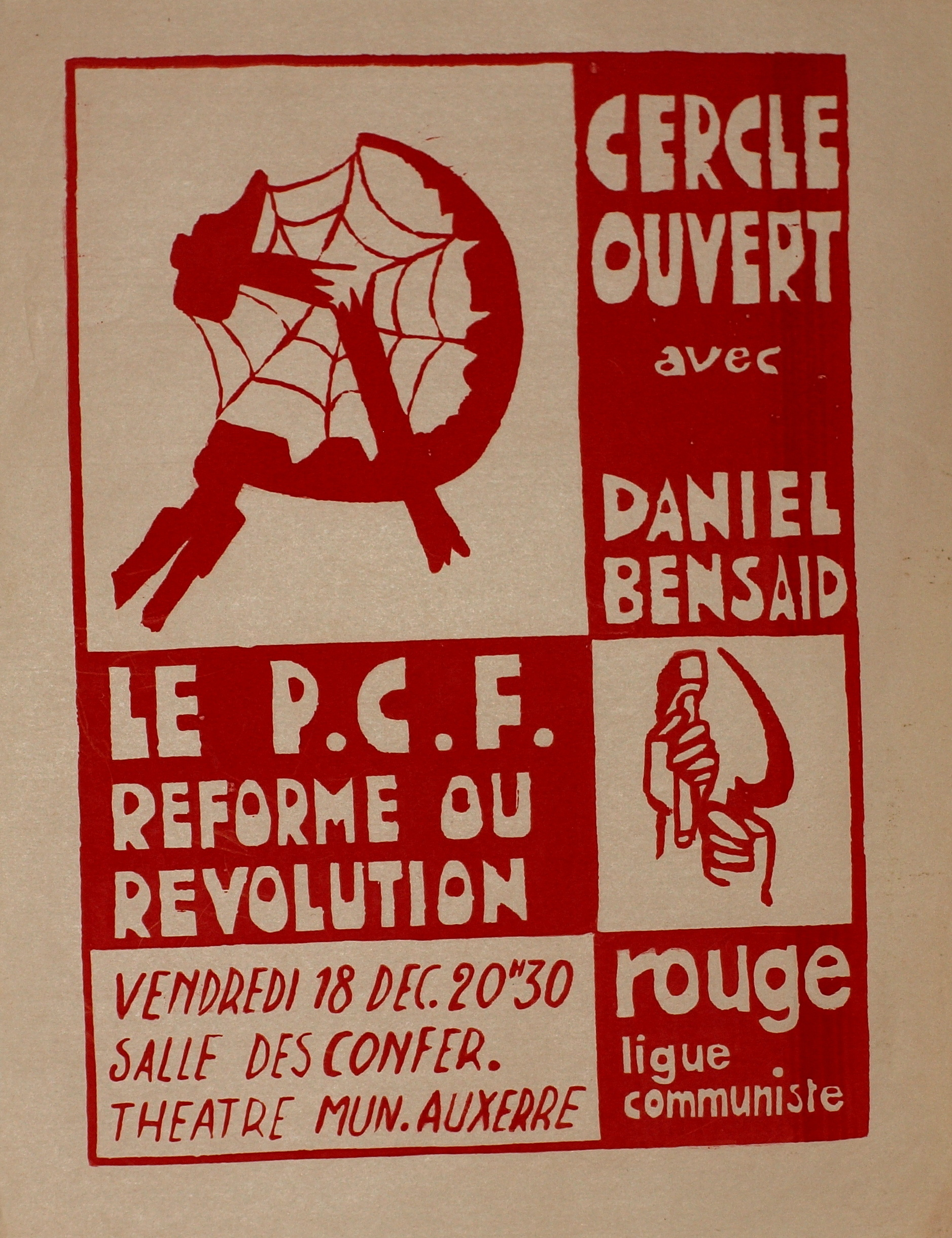
Cercle ouvert sur le Parti communiste français organisé par la Ligue communiste avec Daniel Bensaïd.

Il adhère aux Jeunesses communistes durant ses études secondaires à Toulouse en février 1962. Il est ensuite admis à l'École normale supérieure de Saint-Cloud (1966 L) et suit les cours de la faculté des lettres de Nanterre ; il milite alors dans la Jeunesse communiste révolutionnaire (JCR), aux côtés d'Alain Krivine. Il participe activement au mouvement de Mai 68, la JCR étant un des « groupuscules » les plus impliqués aux côtés du Mouvement du 22 mars de Daniel Cohn-Bendit et Jean-Pierre Duteuil.
En 1969, la JCR et le Parti communiste internationaliste fusionnent pour former la Ligue communiste ; il fait partie de son bureau politique avec, entre autres, Alain Krivine et Henri Weber.
Daniel Bensaïd rédige régulièrement des articles pour le périodique La gauche, mensuel québécois rattaché à la Quatrième Internationale. Il est membre de l'Institut international pour la recherche et la formation. Sa carrière de professeur de philosophie le mènera du lycée de Condé-sur-l'Escaut à l'université de Paris VIII.
Dans Une lente impatience, écrit en 2004, il revient sur les moments forts de sa quête philosophique et de son itinéraire militant. À partir de 2008, Daniel Bensaïd devient l'un des théoriciens du Nouveau Parti anticapitaliste, via des manifestes comme Penser Agir et Prenons parti pour un socialisme du XXIe siècle (ce dernier coécrit avec Olivier Besancenot).
Au printemps 1990, il apprend qu'il est atteint du Sida, qu'il a probablement contracté en 1988, et meurt des suites d'un cancer le 12 janvier 2010. Ses cendres sont déposées au columbarium du Père-Lachaise (case n°21 852).

## Pensée philosophique

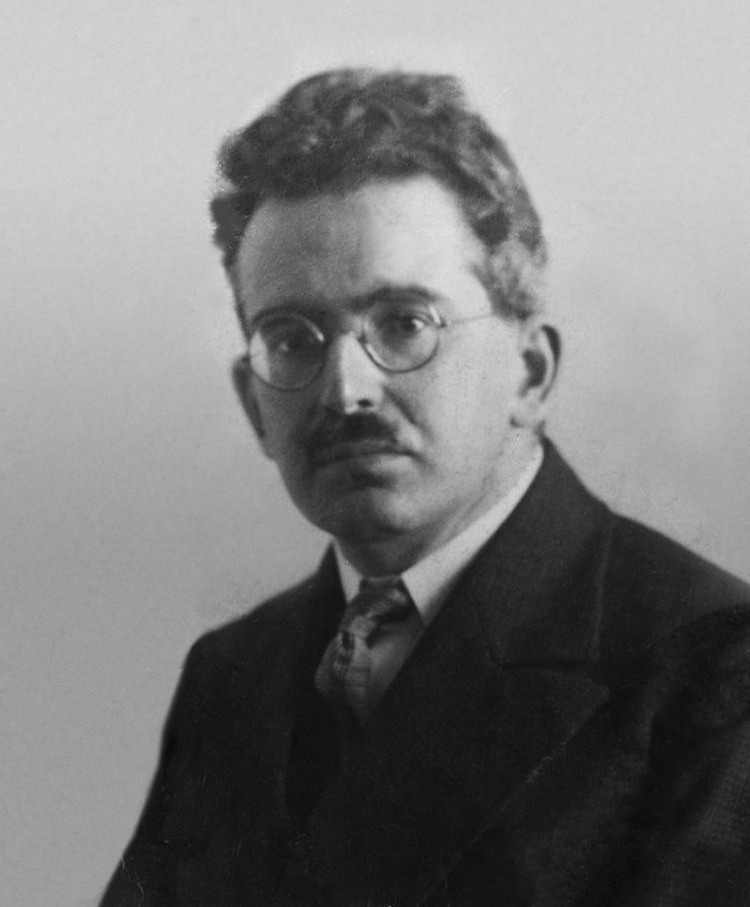
Walter Benjamin, source d'inspiration de Daniel Bensaïd pour penser le rapport au temps et à l'histoire.

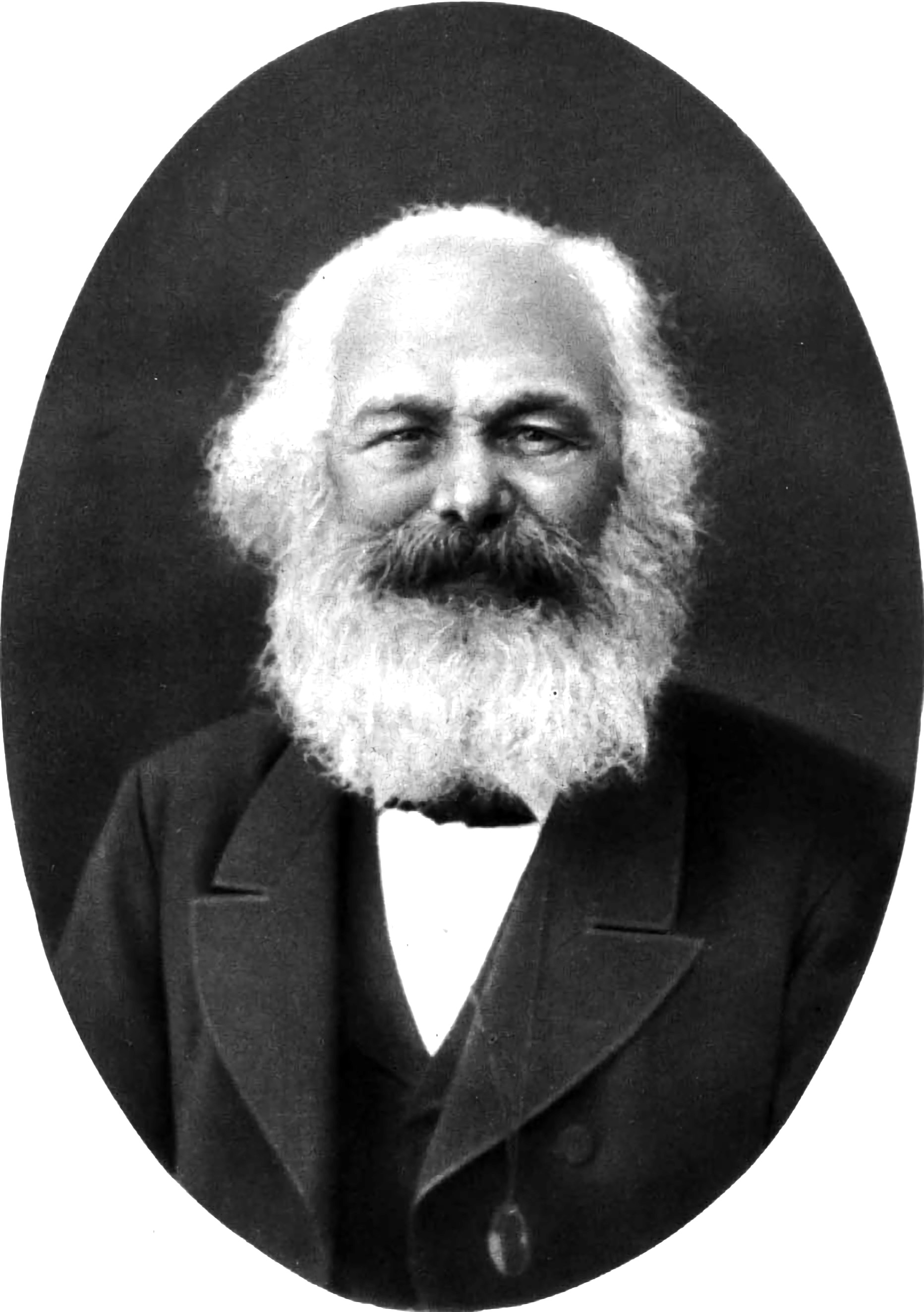
Karl Marx, auteur que Bensaïd appelle à dédogmatiser et à se réapproprier pour une action révolutionnaire adaptée au temps présent.

Ses apports proprement philosophiques résident dans ses réflexions sur la temporalité. Sa pensée à ce sujet s'élabore dans la période de confusion nouvelle inaugurée par la chute du Mur. Quatre livres sont les pivots de son évolution conceptuelle : Walter Benjamin, sentinelle messianique, publié en 1990 ; La Discordance des temps : essais sur les crises, les classes, l'histoire, publié en 1995 ; Marx l'intempestif : Grandeurs et misères d'une aventure critique, publié en 1995 également ; et Le Pari mélancolique, publié en 1997.
Juste après la chute du Mur, Daniel Bensaïd s'interroge : comment continuer la lutte quand l'horizon révolutionnaire s'éloigne ? En rupture avec la conception marxiste traditionnelle, il se met à explorer, à partir de Walter Benjamin, le concept d'une histoire ouverte sur des possibles non nécessairement inscrits dans les déterminations économiques et sociales. À dater de l'écriture de Walter Benjamin, sentinelle messianique, la pensée de Benjamin irriguera toutes ses conceptions ultérieures.
Avec La Discordance des temps, Bensaïd explore l'organisation des temporalités économiques et politiques pour tenter de penser le sens de l'histoire. Il examine l'articulation entre la lutte des classes et les autres formes de conflits (oppressions sexuelles, guerres, conflits ethniques, religieux). Dans Marx l'intempestif, il met au service de ces interrogations la puissance critique des textes classiques de Karl Marx, dont il propose une relecture débarrassée de leur habituelle interprétation finaliste.
Enfin, dans Le Pari mélancolique, il examine le dérèglement des conditions spatiales et temporelles (temps de la production, de la circulation, espaces de l'économie, de l'écologie, de l'information, etc.) qui déterminent la liberté d'agir des humains à chaque époque. Il souligne que les changements du temps présent appellent à redéfinir l'échelle et les rythmes de l'action politique.

## Pensée politique et controverses

### Le parti, opérateur stratégique, le pluripartisme
Pour Daniel Bensaïd, dans une lecture des apports propres de la pensée politique de Lénine, le leader bolchévik serait plus perspicace que Blum (ou que Marx) qui pensaient que le prolétariat devait s'organiser dans un seul parti. Selon lui, « Lénine fut bien l'un des premiers à concevoir la spécificité du champ politique comme un jeu de pouvoirs et d'antagonismes sociaux transfigurés, traduits dans un langage propre, plein de déplacements, de condensations et de lapsus révélateurs ». Cette conception laisserait ouvert un espace d'interrogation et d'action stratégiques (celui du comment) face aux contingences et aux incertitudes de l'histoire. La politique de Lénine serait « celle de la politique comme stratégie, de ses moments propices et de ses maillons faibles ». Le parti y acquiert une nouvelle fonction, qui n'est pas seulement celle du pédagogue et du propagandiste dessinée par le discours de Léon Blum au congrès de Tours : « Il devient opérateur stratégique, une sorte de boîte de vitesses et d'aiguilleur de la lutte des classes ». Le pluripartisme au sein même du mouvement ouvrier, à partir de la diversité des paris stratégiques générée dans les situations historiques concrètes, serait ainsi mieux concevable.

### Critique du postmodernisme
Critique envers un marxisme trop dogmatique, Daniel Bensaïd reste toutefois très éloigné du post-modernisme (en particulier la pensée de John Holloway et de Toni Negri fondée sur l'appareil conceptuel deleuzien et foucaldien et inspiratrice des « nouveaux mouvements sociaux »), auquel il reproche ses implications philosophiques et politiques dans Les Irréductibles en 2001.

### Sur l'interprétation de la révolution russe
Daniel Bensaïd s'oppose au Livre noir du communisme. Il reproche à l'ouvrage une « conception policière de l'histoire et de ses bavures » et le juge comme relevant du « prêt-à-penser dominant » :
- Daniel Bensaïd affirme qu'Octobre est bien une révolution, « résultat de l'explosion, sous l'effet de la guerre, de contradictions accumulées par le régime autocratique tsariste », et non un coup d'État ;
- il s'élève contre l'idée que « la guerre civile russe a été voulue et provoquée par les bolcheviks » ;
- il défend l'idée qu'il y a eu une contre-révolution stalinienne en URSS, contrairement aux auteurs du Livre noir, pour lesquels il y a « une stricte continuité entre Lénine et Staline »[6].

## Publications
- Avec Henri Weber, Mai 1968 : une répétition générale ?, Maspero, 1968.
- Avec Camille Scalabrino, Problèmes du mouvement étudiant, Maspero 1969;
- Avec Charles-André Udry et Michael Löwy, Portugal, une révolution en marche, UGE 10/18, 1975.
- La Révolution et le pouvoir, Stock, 1976.
- L'Anti-Rocard ou les haillons de l'utopie, Éditions La Brèche, 1980.
- Stratégie et parti, Collection Racines, Éditions La Brèche, 1987.
- Les Années de formation de la IVème Internationale, IIRF, Cahiers d'étude et de recherche, numéro 9, 1988
- Avec Alain Krivine, Mai Si ! Rebelles et repentis, Éditions La Brèche, 1988.
- Moi, La Révolution (Remembrances d'une Bicentenaire Indigne), Collection Au vif du sujet, Gallimard, 1989.
- Walter Benjamin, sentinelle messianique, éditions Plon, 1990.
- Jeanne de guerre lasse, Collection Au vif du sujet, Gallimard, 1991
- La Discordance des temps : essais sur les crises, les classes, l'histoire, Éditions de la Passion, 1995.
- Marx l'intempestif : Grandeurs et misères d'une aventure critique (XIXè, XXè siècles), Fayard, 1995.
- Le Pari mélancolique, Fayard, 1997.
- Avec Christophe Aguiton, Le Retour de la question sociale, Éditions Page Deux, 1997.
- Lionel, qu'as-tu fait de notre victoire, Albin Michel, 1998.
- Qui est le juge ? Pour en finir avec le tribunal de l'histoire, Éditions Fayard, 1999.
- Contes et légendes de la guerre éthique, Textuel 1999.
- Éloge de la résistance à l'air du temps, Textuel, 1999.
- Le Sourire du spectre : nouvel esprit du communisme, éditions Michalon, 2000.
- Les Irréductibles, Textuel, 2001.
- Karl Marx - Les hiéroglyphes de la modernité, Textuel, 2001.
- Résistances - Essai de taupologie générale, Fayard, 2001.
- Les Trotskysmes, PUF, coll. « Que sais-je ? », 2002.
- Le Nouvel Internationalisme, Textuel, 2003.
- Un monde à changer, mouvements et stratégie, coll. La Discorde, éditions Textuel 2003.
- Une lente impatience, éditions Stock, coll. « Un ordre d'idées », 2004.  (ISBN 2-234-05659-4)
- Fragments mécréants : sur les mythes identitaires et la république imaginaire, Lignes, Essais, 2005 ; réédition 2018.
- Les Dépossédés. Karl Marx : Les voleurs de bois et le droit des pauvres, La Fabrique éditions, 2007.
- Éloge de la politique profane, Éditions Albin Michel, 2008.
- Un nouveau théologien : Bernard-Henri Lévy (Fragments mécréants, 2), Nouvelles Éditions Lignes, 2008.
- Avec Alain Krivine, 1968, fins et suites, Nouvelles Éditions Lignes, 2008.
- Politiques de Marx, suivi de Inventer l'inconnu, textes et correspondances autour de la Commune, Karl Marx et Friedrich Engels, La Fabrique, 2008.
- Penser Agir, Nouvelles Éditions Lignes, 2008.
- Prenons parti pour un socialisme du XXIe siècle, Éditions Mille et une nuits, janvier 2009 (coauteur : Olivier Besancenot).
- Marx et les crises ; Crises d'hier et d'aujourd'hui, suivi de "Karl Marx, les crises du capitalisme", texte inédit, Éditions Démopolis, 2009.
- Démocratie, dans quel état ?, avec Giorgio Agamben, Alain Badiou, Wendy Brown, Jean-Luc Nancy, Jacques Rancière, Kristin Ross et Slavoj Zizek, La Fabrique, avril, 2009.
- Marx, mode d'emploi, éditions La Découverte, 2009 (Avec Charb)
- Tout est encore possible. Entretiens avec Fred Hilgemann, La fabrique éditions, 2010.
- Une radicalité joyeusement mélancolique. Textes (1992-2006), textes réunis et présentés par Philippe Corcuff, Textuel, 2010.
- Le Spectacle, stade ultime du fétichisme de la marchandise, Éditions Lignes, 2011.
- Octobre 17, la Révolution trahie. Un retour critique sur la Révolution russe, préface de Sophie Wahnich, Éditions Lignes, 2017.

### Filmographie
Sa pensée et ses œuvres sont évoquées dans le film On est vivants (2015) de Carmen Castillo.